# Гаттака
«Ґаттака» (англ. Gattaca) — американська детективна антиутопічна драма, знята режисером Ендрю Ніколом 1997 року.

## Сюжет
Нещодавно кожен хлопчина мріяв стати космонавтом. Уже скоро ця мрія може стати реальністю, але з однією маленькою умовою — майбутньому підкорювачеві космосу має пощастити народитися бездоганною в генетичному плані людиною без вад.
Біотехнології майбутнього розвинулися до такого рівня, що євгеніка перестала вважатися суперечливою теорією чи порушенням етичних і моральних норм, а народження ідеальних людей уже поставлено на конвеєр. Усі генетичні дефекти та їх потенційні наслідки легко розшифровуються, і людей поділяють на два соціальних класи — «придатних» (Valid) та «непридатних» (In-valid). Перші отримують від суспільства підтримку, а інші — втрачають найвигідніші життєві перспективи. Як правило «придатні» — результат відвідування батьками лікаря, де він пропонує їм на вибір найвдаліші комбінації їхніх генів для майбутньої дитини або ж просто сподіватися на випадкову вдалу комбінацію. «Непридатні» натомість результат природного зачаття — звичайного сексу, коли гени батьків зійшлися на удачу, тому їх також називають «божі діти».
Вінсент Фрімен (його грає Ітан Гоук) — людина другого сорту. Він короткозорий, має ваду серця, а найпростіший аналіз крові обіцяє йому всього 30,2 років життя. Але у Вінсента є мрія — полетіти в космос. Заради цього він укладає угоду з Джеромом Юджином Морроу (Джуд Лоу) — покаліченим «придатним», що продає йому свій генетичний матеріал для тестів. Завдяки чужій крові, сечі, волоссю та часточкам шкіри Вінсентові вдається ошукати службу безпеки аерокосмічної корпорації «Ґаттака», увійти до складу екіпажу рейсу на Титан та міцно потоваришувати з Айрін Кассіні (Ума Турман). Але все таємне рано чи пізно стає явним. Для здійснення своєї мрії Вінсенту знадобиться щось більше, ніж бездоганні аналізи.

## У ролях
- Ітан Гоук — Вінсент Фрімен/Джером
- Ума Турман — Айрін Кассіні
- Джуд Лоу — Джером Юджин Морроу
- Лорен Дін — Антон Фрімен
- Ґор Відал — директор Джозеф
- Ксандер Берклі — доктор Ламар
- Блеєр Андервуд — генетик
- Джейн Брук — Марі Фрімен
- Еліас Котеас — Антоніо Фрімен
- Мая Рудольф — медсестра
- Алан Аркін — детектив Г'юґо
- Ернест Боргнайн — Цезар
- Тоні Шалуб — Ґерман
- Дін Норріс — поліцейський
- Елізабет Денехі — вчителька
- Лорен Дін — Ентон

## Знімальна група
- Сценарист: Ендрю Нікол
- Режисер: Ендрю Нікол
- Продюсери:
  - Денні Девіто
  - Майкл Шамберг
  - Стейсі Шер
- Композитор: Майкл Наймен
- Оператор: Славомир Ідзяк
- Художник-постановник Ян Рулфс

## Цікаві факти
- Оголошення в оригінальній версії фільму звучать англійською й есперанто.
- Фахівці NASA у січні 2011 року визнали кінострічку «Ґаттака» найдостовірнішим з наукового погляду фільмом, в якому правильно показано ті або інші факти й теорії[2].
- Виходячи із сюжету стрічки, назву GATTACA задумано як послідовність нуклеотидів, що входять до складу ДНК.

## Нагороди та номінації

### Призи
- 1998 — Міжнародний фестиваль фантастичних фільмів у Жерармере — приз журі, приз радіостанції «Fun Trophy».
- 1998 — Міжнародний кінофестиваль Каталонії — найкращий фільм; музика до фільму.
- 1998 — Премія кінопрокату Німеччини «Bogey Awards».
- 1998 — Премія Лондонської спільноти кінокритиків — сценарист року Ендрю Нікол.

### Номінації
- 1998 — Оскар (кінопремія) — номінований у категорії «Найкраща робота художника» (Ян Рулфс).
- 1998 — Золотий глобус (премія) — номінований у категорії «Найкраща музика» (Майкл Наймен).

## Саундтрек
| Трек | Назва                         | Автор        | Час  |
| ---- | ----------------------------- | ------------ | ---- |
| 1.   | The Morrow                    | Майкл Наймен | 3:14 |
| 2.   | God's Hands                   | Майкл Наймен | 1:42 |
| 3.   | The One Moment                | Майкл Наймен | 1:40 |
| 4.   | Traces                        | Майкл Наймен | 1:00 |
| 5.   | The Arrival                   | Майкл Наймен | 3:53 |
| 6.   | Becoming Jerome               | Майкл Наймен | 1:07 |
| 7.   | Call Me Eugene                | Майкл Наймен | 1:24 |
| 8.   | A Borrowed Ladder             | Майкл Наймен | 1:47 |
| 9.   | Further And Further           | Майкл Наймен | 2:44 |
| 10.  | Not The Only One              | Майкл Наймен | 2:14 |
| 11.  | Second Morrow                 | Майкл Наймен | 2:26 |
| 12.  | Impromptu For 12 Fingers      | Майкл Наймен | 2:58 |
| 13.  | The Crossing                  | Майкл Наймен | 1:24 |
| 14.  | It Must Be The Light          | Майкл Наймен | 1:24 |
| 15.  | Only A Matter Of Time         | Майкл Наймен | 1:07 |
| 16.  | I Thought You Wanted To Dance | Майкл Наймен | 1:12 |
| 17.  | Irene's Theme                 | Майкл Наймен | 1:10 |
| 18.  | Yourself For The Day          | Майкл Наймен | 2:20 |
| 19.  | Up Stairs                     | Майкл Наймен | 2:02 |
| 20.  | Now That You're Here          | Майкл Наймен | 2:43 |
| 21.  | The Truth                     | Майкл Наймен | 2:13 |
| 22.  | The Other Side                | Майкл Наймен | 3:44 |
| 23.  | The Departure                 | Майкл Наймен | 3:51 |
| 24.  | Irene & The Morrow            | Майкл Наймен | 5:44 |